# Reventazonia pusilla
Reventazonia pusilla är en insektsart som beskrevs av Rauno E. Linnavuori och Delong 1979. Reventazonia pusilla ingår i släktet Reventazonia och familjen dvärgstritar. Inga underarter finns listade i Catalogue of Life.